# AOM French Airlines
AOM French Airlines fue una aerolínea francesa creada en 1991 y desaparecida en 2003 (código IATA : IW, código OACI: AOM, callsign French Lines)

## Historia
Creada en octubre de 1991 de la fusión de Air Outremer y Minerve, una aerolínea chárter con base en Orly, tomó el nombre comercial de AOM French Airlines, y su nombre administrativo fue AOM-Minerve S.A.
Liderados por un gran profesional de la aviación, Marc Rochet, AOM tuvo una red de larga distancia que sirvió principalmente a los territorios de la Francia de Ultramar, y también contó con vuelos de cabotaje a Francia debido a la apertura de la regulación en 1991.
De hecho, Minerve fue la primera compañía en competir con Air Inter en las rutas nacionales francesas mediante la apertura de la ruta Orly-Niza en mayo de 1991, tras la decisión de la Comisión Europea de advertir al futuro Grupo Air France (Air France y Air Inter) acerca de una posible posición de monopolio en el mercado nacional francés.
AOM sufren durante toda su existencia una falta de recursos, ya que era propiedad de CDR, el Consorcio de progreso, la estructura financiera a cargo de la venta de los activos "podridos" de Credit Lyonnais -hoy LCL. El CDR, que tenía la tarea de vender la empresa, no realizó la inversión. AOM así permaneció siendo una empresa "deslucida", principalmente debido a la competencia feroz. Se vio obligada a trasladar sus vuelos de la terminal Orly-Oeste (reformado para Air France) a Orly-Sur, más ruinosa.
Con grandes deudas y haciendo frente a esta competencia, AOM no genera beneficios ni una sola vez en su historia.
En el año 2000, se incorporó al Grupo Swissair, plagado de dificultades. La gestión de Alexandre Couvelaire, patrón de Euralair (y amigo de Jacques Chirac), no impidió que la empresa continúe su declive inexorable.
En marzo de 2001, AOM fusionó sus actividades con Air Liberté y Air Littoral, las nuevas adquisiciones no tienen fortuna mientras al disminuir también en el grupo suizo. La nueva compañía tomó el nombre de Air Liberté. Pero solo sobrevive gracias a los fondos mensuales de Swissair y en mayo de 2001 se anuncia un proyecto de reestructuración que implican la desaparición de un tercio de los puestos de trabajo. En junio de 2001, la empresa quebró y se coloca bajo supervisión judicial durante tres meses. Con la aportación de € simbólico, es relanzada su actividad en julio de 2001 por Jean-Charles Corbet, piloto de Air France que se destacó por haber llevado a cabo una huelga en la compañía nacional OPL en plena Copa del Mundo de fútbol en 1998. En esta operación, Swissair tomó el compromiso de pagar 1300 millones de francos a partir de agosto para financiar una reestructuración que se traducirá en la eliminación de 1.405 puestos de trabajo. En septiembre de 2001, la empresa toma el nombre de Air Lib. Pero en octubre, Swissair, también en quiebra, anuncia la imposibilidad de hacer todos los pagos programados. El Gobierno francés otorgará un préstamo de 30,5 M € a la empresa. Sin embargo, en agosto de 2002 fue de nuevo al borde de la quiebra, y ordenó al Estado a implementar un nuevo plan de reestructuración antes de que finalizase el año. Varios proyectos de continuación fueron propuestos (nueva reducción de efectivos, inversores, moratoria de la deuda ...) pero no tienen éxito y la empresa depositará el balance y se liquidará en febrero de 2003. Jean-Charles Corbet fue condenado el 25 de septiembre de 2007 por el Tribunal Correccional de París a un año y medio de prisión y tres millones de euros en daños y perjuicios. Fue declarado culpable de haber desviado una porción de los 150 millones de euros aportados por Swissair para la recuperaciónde Air Lib, mientras que las grandes transferencias se realizaron a diversas sociedades del holding " Holco " de su propiedad.
Desde entonces, no existen líneas aéreas francesas de nivel internacional que puedan competir con Air France-KLM.

## Destinos
AOM ha servido desde su base de Orly los siguientes destinos:
- En France métropolitaine :
  - Marsella (Aeropuerto de Marsella Provenza)
  - Niza (Aeropuerto Internacional Niza Costa Azul)
  - Perpiñán (Aeropuerto de Perpiñán - Rivesaltes)
  - Tolón (aéroport de Toulon Hyères)
  - Toulouse (Aeropuerto de Toulouse-Blagnac)
- En la Francia de ultramar :
  - Cayena (Aeropuerto de Cayenne - Rochambeau)
  - Fort-de-France (Aeropuerto de Fort-de-France Le Lamentin)
  - Nouméa (Aeropuerto Nouméa - La Tontouta)
  - Papeete (Aeropuerto Internacional Faa'a)
  - Pointe-à-Pitre (Aeropuerto Internacional de Pointe-à-Pitre)
  - Saint-Denis (Aeropuerto de Saint-Denis Gillot)
  - Saint-Martin (Aeropuerto Internacional Princesa Juliana)
- Destinos internacionales :
  - Bangkok (Aeropuerto de Suvarnabhumi)
  - Colombo (Aeropuerto Internacional Bandaranaike)
  - Ginebra (Aeropuerto Internacional de Ginebra)
  - La Habana (Aeropuerto Internacional José Martí)
  - Los Ángeles (Aeropuerto Internacional de Los Ángeles)
  - Malé (Aeropuerto Internacional de Malé)
  - Nassau (Aeropuerto Internacional de Nassau)
  - Ecuador (Aeropuerto Internacional Mariscal Sucre)
  - Punta Cana (Aeropuerto Internacional de Punta Cana)
  - Ciudad Ho Chi Minh (Aeropuerto Internacional de Tân Sơn Nhất)
  - Sídney (Aeropuerto Internacional Kingsford Smith)
  - Tokio (Aeropuerto Internacional de Narita)
  - Trípoli (Trípoli Idris)
  - Varadero (Cuba) (Aeropuerto Juan Gualberto Gómez)
  - Zúrich (Aeropuerto Internacional de Zúrich)
  - Tel Aviv

## Flota
- 15 Douglas DC10-30
- 12 MD-83
- 2 Airbus A340-200
- 2 Airbus A340-300
- 3 Boeing 737-500